# Josip Grgasović
Josip Grgasović, slovenski skladatelj, dirigent, aranžer in pozavnist, * 15. maj 1939, Makarska, Hrvaška, † 8. avgust 2025, Ljubljana, Slovenija. 

## Življenje in delo
Kot desetletni deček  je leta 1949 začel pod vodstvom svojega prvega učitelja Franja Dominisa igrati pozavno na ventile v Gradski glazbi Makarska. V letih 1954–1958 je obiskoval in končal Vojaško glasbeno šolo v Vukovarju in med počitnicami in pozneje leta in leta igral ob posebnih prilikah v svoji matični godbi in je še sedaj njen častni član.
Od 1958 do 1960 je služboval kot vojaški godbenik v Tolminu in tudi sodeloval v amaterskem godalnem orkestru mesta Tolmin. Leta 1960 je dobil prekomando v Ilirsko Bistrico in se tam leta 1961 vključil v mestni pihalni orkester kot pozavnist in baritonist in kot pomočnik dirigenta Alojza Gartnerja Dorna, začel pisati razne priredbe za zabavne in pihalne orkestre.
Leta 1967 je dobil prekomando v Vojaški orkester Ljubljana in kot solist na pozavni postal član enega najuspešnejših vojaških orkestrov v takratni Jugoslaviji. Takoj po prihodu v Ljubljano se je vključil v amaterski sindikalni orkester sodišča v Ljubljani, ki ga je vodil Pavle Brzulja in pozneje Lovrenc Arnič, vse do leta 1978. V istih letih je sodeloval kot baritonist in pozavnist  v godbi pošte v Ljubljani in postal njen dirigent po gospodu Kavaliču od leta 1985–1986.
Od leta 1969 je obiskoval Akademijo za glasbo v Ljubljani na instrumentu pozavna in diplomiral leta 1973. Leta 1974 je prišel v Godbo milice (danes Policijski orkester) kot solist na pozavni in takrat začel pisati svoje skladbe. V letih 1975–1979 je po Antonu Mehletu vodil Mengeško godbo, v letih 1989–1992 pa Postojnsko godbo.
Največje uspehe je do sedaj doživel s Pihalnim orkestrom Ljubljana - Vič, katerega je z ostalimi ustanovitelji ustanovil in ga tudi to leto ob njegovi 35-letnici še zmeraj vodi. S tem orkestrom je leta 1988 na državnem tekmovanju v 3. težavnostni stopnji osvojil bronasto odličje. Leta 1992 na tekmovanju v 3. težavnostni stopnji v Grosupljem je osvojil zlato odličje. Leta 1993 v Žalcu v 2. težavnostni stopnji je z orkestrom osvojil zlato odličje kot najboljši orkester. Leta 1994 je z orkestrom v 1. težavnostni stopnji osvojil srebrno odličje v Krškem.
Leta 1995 je v Rivi del Garda v Italiji na mednarodnem tekmovanju  osvojil bronasto odličje. Leta 1999 v 1. težavnostni stopnji na tekmovanju v Krškem osvojil bronasto odličje. Istega leta je v močni mednarodni konkurenci poljskih, čeških in slovenskih orkestrov v Ostravi osvojil srebrno odličje.
Leta 1996 je ustanovil Pihalni orkester Ilirska Bistrica in ga vodil do 23. maja 2015, tudi s tem orkestrom je leta 2001 na tekmovanju v Svetem Antonu v 4. težavnostni stopnji osvojil zlato odličje. Leta 2002 v Ilirski Bistrici in leta 2005 na tekmovanju v 3. težavnostni stopnji osvojil srebrni odličji. 23. maja je dirigentsko palico predal svojemu nasledniku in bivšemu učencu Simonu Tomažiču.
Leta 2005 je v 1. težavnostni stopnji v Desklah in prav tako v mednarodni konkurenci v 1. težavnostni stopnji v Ostravi na Češkem s Pihalnim orkestrom Ljubljana - Vič osvojil srebrni odličji. Pri JSKD RS in založbi Hartman je izdal skupaj več kot 10 lastnih skladb. V letu 2008 je na razpis JSKD Domžale dobil prvo nagrado za naj koračnico Mengeš 2008, ter delil drugo nagrado za skladbo: Suita za pihalni orkester, za katere skladbe je izdal razpis JSKD in ZSG.
Od leta 2011–2014 je bil, kot predstavnik Slovenije, član strokovne žirije na tekmovanju pihalnih orkestrov Srednje Evrope Blassmusikfest Mitteleuropa Split.

## Dela
Avtorske skladbe za pihalni orkester:
- Abeceda
- Balkanela
- Barjanska koračnica (3. nagrada na tekmovanju v Mengšu, 2011)
- Bistričanka (3. nagrada, 2005)
- Balada o mornarju (solo za alt saksofon in pihalni orkester)
- Brkinc (1. nagrada na Festivalu narečnih pesmi v Il. Bistrici, 2000)
- Boogie Woogie Viške godbe
- Concertino za sopran saksofon in pihalni orkester
- Dalmatina
- Florjana (suita)
- Gasilska koračnica (2. nagrada na tekmovanju v Mengšu, 2005)
- Havah Nagilah
- Igrivi saksi
- Ilirika (rapsodija)
- Jst ćm
- Knezov Štradon (1. nagrada za Slovensko naj koračnico v Mengšu, 2008)
- Morje (rapsodija)
- Na zavrteh (koračnica; 4. nagrada na tekomovanju v Mengšu, 2009)
- Od Trnovga do Bistrca (koračnica)
- Pod Golovcem (koračnica; 2. nagrada na tekmovanju v Mengšu, 2007)
- Pod stražco (polka)
- Potrsakla to bo turoflabarten
- Samba mediterana
- Sovič (koračnica)
- Suita za pihalni orkester (2. nagrada za slovensko naj skladbo, 2008)
- Šimatorje (balada)
- Šjor File Poštjer (trantella)
- Trije mušketirji (skladba za trio trobent in orkester)
- Trije plesi
- Večer za mamico
- Zemir Atik
- Ciganski ples (solo za pozavno in pihalni orkester)
- Dalmatinska rapsodija
- Igrivi saksi ( solo za saksofone in pihalni orkester)
- Jutri bo lepši dan (solo za alt saksofon in pihalni orkester)
- Po Ljubljanici
- Potrsakla to bo turoflabarten (Naša polka)
- Stara polka (solo za trobento in pihalni orkester)
- Viška razglednica ( koncertino za alt sax in pihalni orkester )
- Zaplešimo (solo za bariton in pihalni orkester)

Klapske pesmi:
- Makarsko mila
- Triptih srdeli
- Trnovska fara

Skladbe za pozavno in klavir:
- Ciganski ples
- Izza Biokova
- Mister mediterano
- Na kantunu
- Od potoka do umca
- Pesmica
- Racman pleše
- Romantični trombon
- Veseli pozavnist
- Zaplešimo

Skladbe za trobento in klavir:
- Bikoovski eho
- Hrepenenje
- Igrajmo se
- Kukavica
- Marineta
- Petelin
- Ples
- Ples na Vidmu
- Preludij
- Serenada
- Stara polka
- Veseli trobentač (zbirka 10 skladb za klavir in trobento; založba Hartman)

Skladbe za tenor bariton in klavir:
- Igra
- Na Golovcu
- Peškera

Skladbe za rog in klavir:
- Dobro jutro
- Kuža laja
- Maček Pafi

Skladbe za tubo in klavir:
- Medved Brundo
- Medvedek Čočo
- Tuba igra

Priredbe skladb za Dalmatinske klape:
- Nikica Kalogjera: Ko bila si pegasto dekle
- S. in V. Avsenik: Slovenija, odkod lepote tvoje

Priredbe za komorne zasedbe:
- Havah Nagilah (alt saksofon, kitara, bariton)
- Havah Nagilah (trobenta, rog, pozavna, bariton)
- Od Trnovga do Bistrca (trio)
- Od Trnovga do Bistrca (kvartet pozavn)
- Jakob Aljaž: Po jezeru (kvartet pozavn)
- Franz Gruber: Sveta noč (trio)
- Šimatorje (kvartet klarinetov)
- Šimatorje (komorni godalni ansambel)

## Priznanja
Za svoje delo na področju kulture je dobil številna priznanja:
- Jubilejno priznanje JSKD, za več kot 55 let dela na področju godbeništva,
- Plaketa Bojana Adamiča za življenjsko delo od Zveze Slovenskih Godb,
- Zlati križec CISM mednarodne federacije Pihalnih orkestrov,
- Zlata medalja in nagrada občine Ilirska Bistrica,
- Priznanje Občine Domžale,
- Jugoslovansko odličje,
- Orden dela s srebrnimi venci,
- Zlato priznanje ZKD Ljubljana,
- Jubilejno priznanje JSKD RS ob 25-letnici Pihalnega orkestra Vič,
- Bronasti častni znak ZSG,
- Zlato medaljo ZSG,
- Zahvalnica 1. festivala klapske svečanosti uz mandoline i gitare Makarska, kjer sodeluje kot član strokovne žirije, ter mnoga druga priznanja.